# Anastrepha
Genre
Anastrepha est un genre d'insectes diptères de la famille des Tephritidae, originaire des régions tropicales d'Amérique.
Ce genre est l'un des plus diversifiés de la famille des Tephritidae avec plus de 200 espèces décrites.
Il comprend de nombreuses espèces de mouches déprédatrices des arbres fruitiers.

## Synonymes
Selon ITIS (18 sept. 2013) :
- Acrotoxa Loew, 1873
- Lucumaphila Stone, 1939
- Phobema Aldrich, 1925
- Pseudodacus Hendel, 1914
- Instrypetas Herrera, Rangel and Barreda, 1900
- Anastraphe Hardy, 1968
- Anastrepa Cresson, 1908
- Instrypeta Foote, 1967

## Liste d'espèces
Selon Catalogue of Life (18 sept. 2013) :
- Anastrepha aberrans
- Anastrepha acidusa
- Anastrepha acris
- Anastrepha aczeli
- Anastrepha alveata
- Anastrepha alveatoides
- Anastrepha amita
- Anastrepha amnis
- Anastrepha ampliata
- Anastrepha anduzei
- Anastrepha anomala
- Anastrepha anomoiae
- Anastrepha antilliensis
- Anastrepha antunesi
- Anastrepha aphelocentema
- Anastrepha apicata
- Anastrepha aquila
- Anastrepha atrigona
- Anastrepha atrox
- Anastrepha avispa
- Anastrepha bahiensis
- Anastrepha barbiellinii
- Anastrepha barnesi
- Anastrepha barrettoi
- Anastrepha belenensis
- Anastrepha benjamini
- Anastrepha bezzii
- Anastrepha bicolor
- Anastrepha binodosa
- Anastrepha bistrigata
- Anastrepha bivittata
- Anastrepha bondari
- Anastrepha borgmeieri
- Anastrepha brunnealata
- Anastrepha buscki
- Anastrepha canalis
- Anastrepha castanea
- Anastrepha castilloi
- Anastrepha caudata
- Anastrepha chiclayae
- Anastrepha cocorae
- Anastrepha compressa
- Anastrepha concava
- Anastrepha conjuncta
- Anastrepha connexa
- Anastrepha consobrina
- Anastrepha convoluta
- Anastrepha cordata
- Anastrepha coronilli
- Anastrepha costalimai
- Anastrepha crebra
- Anastrepha cruzi
- Anastrepha cryptostrepha
- Anastrepha curitis
- Anastrepha daciformis
- Anastrepha debilis
- Anastrepha dentata
- Anastrepha dissimilis
- Anastrepha distans
- Anastrepha distincta
- Anastrepha doryphoros
- Anastrepha dryas
- Anastrepha duckei
- Anastrepha edentata
- Anastrepha elegans
- Anastrepha elongata
- Anastrepha enkerlini
- Anastrepha ethalea
- Anastrepha fenestrata
- Anastrepha fernandezi
- Anastrepha fischeri
- Anastrepha flavipennis
- Anastrepha flavissima
- Anastrepha fractura
- Anastrepha fraterculus
- Anastrepha freidbergi
- Anastrepha fumipennis
- Anastrepha furcata
- Anastrepha fuscicauda
- Anastrepha galbina
- Anastrepha gigantea
- Anastrepha grandicula
- Anastrepha grandis
- Anastrepha greenei
- Anastrepha guianae
- Anastrepha hamadryas
- Anastrepha hamata
- Anastrepha hambletoni
- Anastrepha hastata
- Anastrepha haywardi
- Anastrepha hermosa
- Anastrepha insulae
- Anastrepha integra
- Anastrepha interrupta
- Anastrepha irradiata
- Anastrepha irretita
- Anastrepha katiyari
- Anastrepha kuhlmanni
- Anastrepha lambda
- Anastrepha lanceola
- Anastrepha leptozona
- Anastrepha limae
- Anastrepha loewi
- Anastrepha longicauda
- Anastrepha ludens
- Anastrepha luederwaldti
- Anastrepha lutea
- Anastrepha lutzi
- Anastrepha macra
- Anastrepha macrura
- Anastrepha maculata
- Anastrepha magna
- Anastrepha manihoti
- Anastrepha manizaliensis
- Anastrepha margarita
- Anastrepha matertela
- Anastrepha maya
- Anastrepha mburucuyae
- Anastrepha megacantha
- Anastrepha minensis
- Anastrepha minuta
- Anastrepha mixta
- Anastrepha montei
- Anastrepha morvasi
- Anastrepha mucronota
- Anastrepha munda
- Anastrepha murrayi
- Anastrepha nascimentoi
- Anastrepha nigrifascia
- Anastrepha nigripalpis
- Anastrepha normalis
- Anastrepha nunezae
- Anastrepha obliqua
- Anastrepha obscura
- Anastrepha ocresia
- Anastrepha ornata
- Anastrepha pacifica
- Anastrepha palae
- Anastrepha pallens
- Anastrepha pallidipennis
- Anastrepha panamensis
- Anastrepha parallela
- Anastrepha parishi
- Anastrepha passiflorae
- Anastrepha pastranai
- Anastrepha perdita
- Anastrepha phaeoptera
- Anastrepha pickeli
- Anastrepha pittieri
- Anastrepha pseudanomala
- Anastrepha pseudoparallela
- Anastrepha pulchella
- Anastrepha pulchra
- Anastrepha punctata
- Anastrepha quararibeae
- Anastrepha quiinae
- Anastrepha ramosa
- Anastrepha reichardti
- Anastrepha relicta
- Anastrepha repanda
- Anastrepha rheediae
- Anastrepha robusta
- Anastrepha rosilloi
- Anastrepha sagittata
- Anastrepha sagittifera
- Anastrepha schausi
- Anastrepha schultzi
- Anastrepha scobinae
- Anastrepha serpentina
- Anastrepha shannoni
- Anastrepha similis
- Anastrepha simulans
- Anastrepha sinvali
- Anastrepha sodalis
- Anastrepha soroana
- Anastrepha sororcula
- Anastrepha spatulata
- Anastrepha speciosa
- Anastrepha steyskali
- Anastrepha stonei
- Anastrepha striata
- Anastrepha submunda
- Anastrepha subramosa
- Anastrepha superflua
- Anastrepha suspensa
- Anastrepha sylvicola
- Anastrepha tecta
- Anastrepha teli
- Anastrepha tenella
- Anastrepha teretis
- Anastrepha townsendi
- Anastrepha tripunctata
- Anastrepha tubifera
- Anastrepha tumida
- Anastrepha turicai
- Anastrepha turpiniae
- Anastrepha umbrosa
- Anastrepha undosa
- Anastrepha urichi
- Anastrepha willei
- Anastrepha xanthochaeta
- Anastrepha zenildae
- Anastrepha zernyi
- Anastrepha zeteki
- Anastrepha zucchii
- Anastrepha zuelaniae

Selon ITIS (18 sept. 2013) :
- Anastrepha aberrans Norrbom, 1993
- Anastrepha acidusa (Walker, 1849)
- Anastrepha acris Stone, 1942
- Anastrepha aczeli Blanchard, 1961
- Anastrepha alveata Stone, 1942
- Anastrepha alveatoides Blanchard, 1961
- Anastrepha amita Zucchi, 1979
- Anastrepha amnis Stone, 1942
- Anastrepha ampliata Hernandez-Ortiz, 1991
- Anastrepha anduzei Stone, 1942
- Anastrepha anomala Stone, 1942
- Anastrepha antunesi Lima, 1938
- Anastrepha aphelocentema Stone, 1942
- Anastrepha atrigona Hendel, 1914
- Anastrepha atrox (Aldrich, 1925)
- Anastrepha bahiensis Lima, 1937
- Anastrepha barbiellinii Lima, 1938
- Anastrepha barnesi Aldrich, 1925
- Anastrepha barrettoi Zucchi, 1979
- Anastrepha belenensis Zucchi, 1979
- Anastrepha bellicauda Norrbom, 1988
- Anastrepha benjamini Lima, 1938
- Anastrepha bezzii Lima, 1934
- Anastrepha bicolor (Stone, 1939)
- Anastrepha binodosa Stone, 1942
- Anastrepha bistrigata Bezzi, 1919
- Anastrepha bivittata (Macquart, 1843)
- Anastrepha bondari Lima, 1934
- Anastrepha borgmeieri Lima, 1934
- Anastrepha buscki Stone, 1942
- Anastrepha canalis Stone, 1942
- Anastrepha castilloi Norrbom, 1991
- Anastrepha caudata Stone, 1942
- Anastrepha chiclayae Greene, 1934
- Anastrepha compressa Stone, 1942
- Anastrepha concava Greene, 1934
- Anastrepha conjuncta Hendel, 1914
- Anastrepha connexa Lima, 1934
- Anastrepha consobrina (Loew, 1873)
- Anastrepha convoluta Stone, 1942
- Anastrepha cordata Aldrich, 1925
- Anastrepha coronilli Carrejo & Gonzalez, 1993
- Anastrepha costalimai Autuori, 1936
- Anastrepha crebra Stone, 1942
- Anastrepha cruzi Lima, 1934
- Anastrepha cryptostrepha Hendel, 1914
- Anastrepha curitis Stone, 1942
- Anastrepha daciformis Bezzi, 1909
- Anastrepha debilis Stone, 1942
- Anastrepha dentata (Stone, 1939)
- Anastrepha dissimilis Stone, 1942
- Anastrepha distans Hendel, 1914
- Anastrepha distincta Greene, 1934
- Anastrepha doryphoros Stone, 1942
- Anastrepha dryas Stone, 1942
- Anastrepha duckei Lima, 1934
- Anastrepha edentata Stone, 1942
- Anastrepha elegans Blanchard, 1937
- Anastrepha elongata Fernandez, 1953
- Anastrepha ethalea (Walker, 1849)
- Anastrepha fenestrata Lutz & Lima, 1918
- Anastrepha fernandezi Caraballo, 1985
- Anastrepha fischeri Lima, 1934
- Anastrepha flavipennis Greene, 1934
- Anastrepha flavissima Hering, 1940
- Anastrepha fractura Stone, 1942
- Anastrepha fraterculus (Wiedemann, 1830)
- Anastrepha freidbergi Norrbom, 1993
- Anastrepha fumipennis Lima, 1934
- Anastrepha furcata Lima, 1934
- Anastrepha galbina Stone, 1942
- Anastrepha gigantea Stone, 1942
- Anastrepha grandicula Norrbom, 1991
- Anastrepha grandis (Macquart, 1846)
- Anastrepha greenei Lima, 1937
- Anastrepha guianae Stone, 1942
- Anastrepha hamadryas (Stone, 1939)
- Anastrepha hamata (Loew, 1873)
- Anastrepha hambletoni Lima, 1934
- Anastrepha hastata Stone, 1942
- Anastrepha haywardi Blanchard, 1937
- Anastrepha hermosa Norrbom, 1988
- Anastrepha insulae Stone, 1942
- Anastrepha integra (Loew, 1873)
- Anastrepha interrupta Stone, 1942
- Anastrepha irradiata Blanchard, 1961
- Anastrepha irretita Stone, 1942
- Anastrepha kuhlmanni Lima, 1934
- Anastrepha lambda Hendel, 1914
- Anastrepha lanceola Stone, 1942
- Anastrepha leptozona Hendel, 1914
- Anastrepha limae Stone, 1942
- Anastrepha loewi Stone, 1942
- Anastrepha longicauda Lima, 1934
- Anastrepha ludens (Loew, 1873)
- Anastrepha luederwaldti Lima, 1934
- Anastrepha lutea Stone, 1942
- Anastrepha lutzi Lima, 1934
- Anastrepha macra Stone, 1942
- Anastrepha macrura Hendel, 1914
- Anastrepha manihoti Lima, 1934
- Anastrepha margarita Caraballo, 1985
- Anastrepha matertela Zucchi, 1979
- Anastrepha mburucuyae Blanchard, 1961
- Anastrepha megacantha Zucchi, 1984
- Anastrepha minensis Lima, 1937
- Anastrepha minuta Stone, 1942
- Anastrepha mixta Zucchi, 1979
- Anastrepha montei Lima, 1934
- Anastrepha mucronota Stone, 1942
- Anastrepha munda Schiner, 1868
- Anastrepha nascimentoi Zucchi, 1979
- Anastrepha nigrifascia Stone, 1942
- Anastrepha nigripalpis Hendel, 1914
- Anastrepha nunezae Steyskal, 1977
- Anastrepha obliqua (Macquart, 1835)
- Anastrepha obscura Aldrich, 1925
- Anastrepha ocresia (Walker, 1849)
- Anastrepha ornata Aldrich, 1925
- Anastrepha pacifica Hernandez-Ortiz, 1991
- Anastrepha palae Stone, 1942
- Anastrepha pallens Coquillett, 1904
- Anastrepha pallidipennis Greene, 1934
- Anastrepha panamensis Greene, 1934
- Anastrepha parallela (Wiedemann, 1830)
- Anastrepha parishi Stone, 1942
- Anastrepha passiflorae Greene, 1934
- Anastrepha pastranai Blanchard, 1961
- Anastrepha perdita Stone, 1942
- Anastrepha phaeoptera Lima, 1937
- Anastrepha pickeli Lima, 1934
- Anastrepha pittieri Caraballo, 1985
- Anastrepha pseudoparallela (Loew, 1873)
- Anastrepha pulchra Stone, 1942
- Anastrepha punctata Hendel, 1914
- Anastrepha quararibeae Lima, 1937
- Anastrepha quiinae Lima, 1937
- Anastrepha ramosa Stone, 1942
- Anastrepha reichardti Zucchi, 1979
- Anastrepha repanda Blanchard, 1961
- Anastrepha rheediae Stone, 1942
- Anastrepha robusta Greene, 1934
- Anastrepha rosilloi Blanchard, 1961
- Anastrepha sagittata (Stone, 1939)
- Anastrepha sagittifera Zucchi, 1979
- Anastrepha schausi Aldrich, 1925
- Anastrepha schultzi Blanchard, 1938
- Anastrepha scobinae Stone, 1942
- Anastrepha serpentina (Wiedemann, 1830)
- Anastrepha shannoni Stone, 1942
- Anastrepha similis Greene, 1934
- Anastrepha simulans Zucchi, 1979
- Anastrepha sinvali Zucchi, 1982
- Anastrepha sodalis Stone, 1942
- Anastrepha sororcula Zucchi, 1979
- Anastrepha spatulata Stone, 1942
- Anastrepha speciosa Stone, 1942
- Anastrepha steyskali Korytkowski, 1974
- Anastrepha stonei Steyskal, 1977
- Anastrepha striata Schiner, 1868
- Anastrepha submunda Lima, 1937
- Anastrepha subramosa Stone, 1942
- Anastrepha superflua Stone, 1942
- Anastrepha suspensa (Loew, 1862)
- Anastrepha sylvicola Knab, 1915
- Anastrepha tecta Zucchi, 1979
- Anastrepha teli Stone, 1942
- Anastrepha tenella Zucchi, 1979
- Anastrepha teretis Stone, 1942
- Anastrepha townsendi Greene, 1934
- Anastrepha tripunctata Wulp, 1899
- Anastrepha tubifera (Walker, 1858)
- Anastrepha tumida Stone, 1942
- Anastrepha turicai Blanchard, 1961
- Anastrepha turpiniae Stone, 1942
- Anastrepha umbrosa Blanchard, 1961
- Anastrepha undosa Stone, 1942
- Anastrepha urichi Greene, 1934
- Anastrepha xanthochaeta Hendel, 1914
- Anastrepha zenildae Zucchi, 1979
- Anastrepha zernyi Lima, 1934
- Anastrepha zeteki Greene, 1934
- Anastrepha zuelaniae Stone, 1942

Selon NCBI (18 sept. 2013) :
- Anastrepha acris
- Anastrepha alveata
- Anastrepha amita
- Anastrepha aphelocentema
- Anastrepha bahiensis
- Anastrepha barbiellinii
- Anastrepha bellicauda
- Anastrepha bezzii
- Anastrepha bicolor
- Anastrepha bistrigata
- Anastrepha cordata
- Anastrepha coronilli
- Anastrepha crebra
- Anastrepha distincta
- Anastrepha dryas
- Anastrepha flavipennis
- Anastrepha fraterculus
- Anastrepha grandis
- Anastrepha hamata
- Anastrepha katiyari
- Anastrepha leptozona
- Anastrepha limae
- Anastrepha ludens
- Anastrepha manihoti
- Anastrepha montei
- Anastrepha nigrifascia
- Anastrepha normalis
- Anastrepha obliqua
- Anastrepha ornata
- Anastrepha pallens
- Anastrepha pallidipennis
- Anastrepha panamensis
- Anastrepha pickeli
- Anastrepha pseudoparallela
- Anastrepha punctata
- Anastrepha serpentina
- Anastrepha sororcula
- Anastrepha spatulata
- Anastrepha stonei
- Anastrepha striata
- Anastrepha suspensa
- Anastrepha sylvicola
- Anastrepha turpiniae
- Anastrepha zenildae